# جان تول
جان تول (انگلیسی: John Toll؛ زادهٔ ۱۵ ژوئن ۱۹۵۲) یک مدیر فیلم‌برداری اهل ایالات متحده آمریکا است.

## فیلم‌شناسی
- باد (۱۹۹۲)
- شجاع‌دل (۱۹۹۵)
- جک (۱۹۹۶)
- خط باریک سرخ (۱۹۹۸)
- تقریباً مشهور (۲۰۰۰)
- آسمان وانیلی (۲۰۰۱)
- آخرین سامورایی (۲۰۰۴)
- الیزابت‌تاون (۲۰۰۵)
- رفته عزیزم رفته (۲۰۰۷)
- تندر استوایی (۲۰۰۸)
- پیچیده است (۲۰۰۹)
- زندگی عجیب تیموتی گرین (۲۰۱۲)
- اطلس ابر (۲۰۱۲)
- مرد آهنی ۳ (۲۰۱۳)
- ۸حس (۲۰۱۵ مجموعه تلویزیونی)
- صعود ژوپیتر (۲۰۱۵)

## جوایز
- جایزه اسکار بهترین فیلمبرداری (۱۹۹۴)
- جایزه اسکار بهترین فیلمبرداری (۱۹۹۵)
- جایزه حلقه منتقدان فیلم نیویورک برای بهترین فیلمبرداری (۱۹۹۸)
- جایزه بفتای بهترین فیلم‌برداری (۱۹۹۵)